# Psyché transportée par la Chimère
 (mai 2019).
Si vous disposez d'ouvrages ou d'articles de référence ou si vous connaissez des sites web de qualité traitant du thème abordé ici, merci de compléter l'article en donnant les références utiles à sa vérifiabilité et en les liant à la section « Notes et références ».

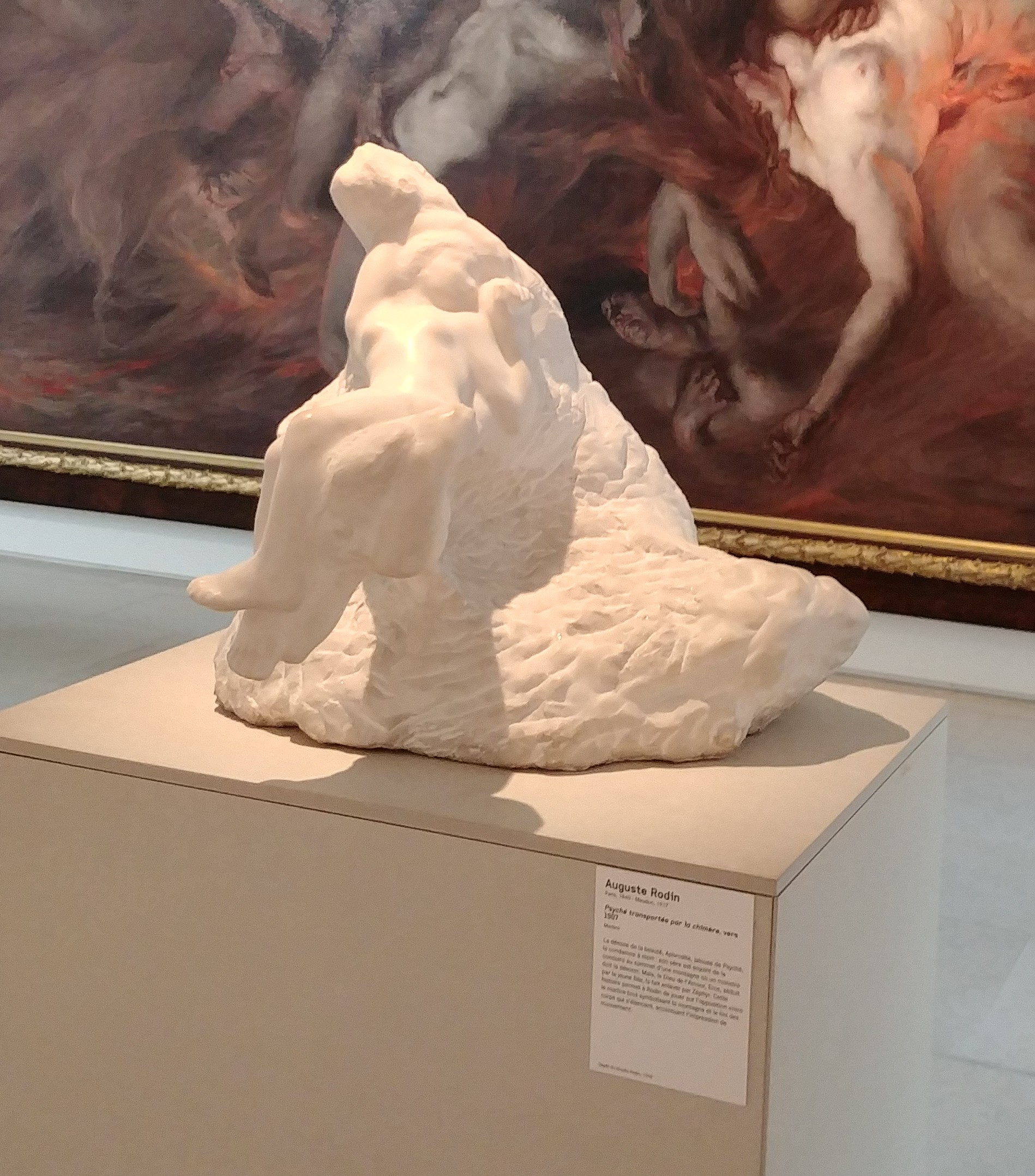
Psyché transportée par la Chimère ou Amour et Psyché, vers 1907, marbre, 48,5 x 57 x 48,8, Musée des beaux-arts de Nancy

Psyché transportée par la Chimère, aussi connue sous le nom d'Amour et Psyché, est une sculpture en marbre d'Auguste Rodin datant d'environ 1907. Cette œuvre mesure 48,5 cm de hauteur, 57 cm de largeur et 48,8 cm de profondeur. Elle est ni signée, ni datée. Hypothétiquement attribuée au praticien Mathet de 1905 à 1907.

## Historique de l'œuvre
Anciennement, dans la collection particulière d'Auguste Rodin. Elle trouve place en 1916 grâce à la Donation Rodin dans la collection publique du Musée Rodin à l'hôtel Biron. Depuis 1998, cette œuvre, à l'origine au dessus de la porte de l'hôtel Biron, est en dépôt au musée de Beaux-Arts de Nancy qui l'a échangée  avec Hercule délivrant Hésione de François Lemoyne.
L’œuvre est exposée actuellement au rez-de-chaussée du musée des Beaux-arts de Nancy, dans l'aile XXème.

## Description
À son habitude, Rodin laisse entrevoir une sculpture brute aux surfaces polies et dépolies. Il laisse la sculpture inachevée et oblige le spectateur à utiliser son imagination. Cependant, Rodin donne quelques indices en évoquant les figures en saillie par rapport au bloc signifiant la montagne.[réf. nécessaire]

## Sujet
Rodin capte le moment où Aphrodite jalouse de la belle Psyché, envoie la chimère, Zéphyre, pour l'enlever et la déposer au sommet de la montagne lugubre où l'attend un monstre, Eros. Le groupe est sans rappeler le groupe du Fugit Amor, rapprochant la chimère à la femme.